# Hedigonda, Byadgi
Hedigonda là một làng thuộc tehsil Byadgi, huyện Haveri, bang Karnataka, Ấn Độ.